# Penicillus
Penicillus é um género de algas, pertencente à família Udoteaceae.

## Espécies
- Penicillus capitatus
- Penicillus comosus
- Penicillus dumetosus
- Penicillus lamourouxii
- Penicillus manaarensis
- Penicillus nodulosus
- Penicillus pyriformis
- Penicillus sibogae